# Non coupable (roman)
Pour les articles homonymes, voir Non coupable.
Non Coupable, également titré Le Droit de tuer ? (titre original : A Time to Kill) est le premier thriller juridique de John Grisham. Édité en 1989, le roman de l'auteur américain reste cependant dans l'ombre de La Firme et de L'Affaire Pélican, avant d'être à son tour adapté au cinéma en 1996.

## Résumé
Grisham met en scène le procès à rebondissements d'un homme noir qui a tué les deux violeurs de sa fille. Dans l'Amérique profonde, un Noir fait face, aux côtés de son avocat, à un jury blanc, alors que par la fenêtre du tribunal, on aperçoit le Ku Klux Klan qui manifeste.

## Adaptation
- 1996 : Le Droit de tuer ?, film américain de Joel Schumacher, avec Matthew McConaughey, Sandra Bullock et Samuel L. Jackson.